# 第24回アカデミー賞
第24回アカデミー賞（だい24かいアカデミーしょう）は、1951年の映画を対象としており、授賞式は1952年3月20日に行われた。司会はダニー・ケイが務めた。
作品賞は、6部門でノミネートされた『巴里のアメリカ人』が『陽のあたる場所』などを退けて受賞した。また、『欲望という名の電車』は主演男優賞（マーロン・ブランド）以外すべての演技賞を獲得した。
『巴里のアメリカ人』は、『風と共に去りぬ』以来12年ぶりにして史上2作目となるカラーの作品賞受賞作品である。

## 受賞とノミネート一覧
太文字のものが受賞である。
| 作品賞 | 監督賞 |
| --- | --- |
| - 『巴里のアメリカ人』 - 『暁前の決断』 - 『陽のあたる場所』 - 『クォ・ヴァディス』 - 『欲望という名の電車』 | - ジョージ・スティーヴンス – 『陽のあたる場所』 - ジョン・ヒューストン – 『アフリカの女王』 - エリア・カザン – 『欲望という名の電車』 - ヴィンセント・ミネリ – 『巴里のアメリカ人』 - ウィリアム・ワイラー – 『探偵物語』 |
| 主演男優賞 | 主演女優賞 |
| - ハンフリー・ボガート – 『アフリカの女王』 - マーロン・ブランド – 『欲望という名の電車』 - モンゴメリー・クリフト – 『陽のあたる場所』 - アーサー・ケネディ – Bright Victory - フレドリック・マーチ – 『セールスマンの死』 | - ヴィヴィアン・リー – 『欲望という名の電車』 - キャサリン・ヘプバーン – 『アフリカの女王』 - エリノア・パーカー – 『探偵物語』 - シェリー・ウィンタース – 『陽のあたる場所』 - ジェーン・ワイマン – 『青いヴェール』 |
| 助演男優賞 | 助演女優賞 |
| - カール・マルデン – 『欲望という名の電車』 - レオ・ゲン – 『クォ・ヴァディス』 - ケヴィン・マッカーシー – 『セールスマンの死』 - ピーター・ユスティノフ – 『クォ・ヴァディス』 - ギグ・ヤング – 『六年目の誘惑』 | - キム・ハンター – 『欲望という名の電車』 - ジョーン・ブロンデル – 『青いヴェール』 - ミルドレッド・ダンノック – 『セールスマンの死』 - リー・グラント – 『探偵物語』 - セルマ・リッター – The Mating Season |
| 脚本賞 | 脚色賞 |
| - 『巴里のアメリカ人』 – アラン・ジェイ・ラーナー - 『愛欲の十字路』 - フィリップ・ダン - 『井戸』 – ラッセル・ラウズ、フラレンス・グリーン - 『二世部隊』 – ロバート・ピロッシュ - 『地獄の英雄』 – ビリー・ワイルダー、レッサー・サミュエルズ、ウォルター・ニューマン | - 『陽のあたる場所』 – マイケル・ウィルソン、ハリー・ブラウン - 『アフリカの女王』 – ジェームズ・エイジー、ジョン・ヒューストン - 『輪舞』 – ジャック・ナタンソン、マックス・オフュルス - 『欲望という名の電車』 – テネシー・ウィリアムズ - 『探偵物語』 – フィリップ・ヨーダン、ロバート・ワイラー |
| 原案賞 | 短編アニメ賞 |
| - 『戦慄の七日間』 – ポール・デーン、ジェームズ・バーナード - 『美女と闘牛士』 - バッド・ベティカー、レイ・ナザロ - Teresa – アルフレッド・ヘイズ、スチュワート・スターン - 『フロッグメン』 - オスカー・ミラード - 『花婿来たる』 - ロバート・リスキン、リーアム・オブライエン | - 『パーティ荒し』 - 優しきライオンランバート - Rooty Toot Toot |
| 長編ドキュメンタリー映画賞 | 短編ドキュメンタリー映画賞 |
| - Kon-Tiki - I Was a Communist for the F.B.I. | - Benjy - One Who Came Back - The Seeing Eye |
| 短編実写映画賞（一巻） | 短編実写映画賞（二巻） |
| - World of Kids - Ridin' the Rails - The Story of Time | - Nature's Half Acre - Balzac - Danger Under the Sea |
| ドラマ・コメディ音楽賞 | ミュージカル音楽賞 |
| - 『陽のあたる場所』 – フランツ・ワックスマン - 『愛欲の十字路』 – アルフレッド・ニューマン - 『セールスマンの死』 – アレックス・ノース - 『欲望という名の電車』 – アレックス・ノース - 『クォ・ヴァディス』 – ロージャ・ミクローシュ | - 『巴里のアメリカ人』 – ジョン・グリーン、ソウル・チャップリン - 『歌劇王カルーソ』 - ピーター・ハーマン・アドラー、ジョン・グリーン - 『ショウ・ボート』 – アドルフ・ドイチュ、コンラッド・サリンジャー - 『南仏夜話・夫は僞者』 – アルフレッド・ニューマン - 『ふしぎの国のアリス』 – オリバー・ウォレス |
| 歌曲賞 | 録音賞 |
| - 「冷たき宵に」 （『花婿来たる』） – ホーギー・カーマイケル（作曲）、ジョニー・マーサー（作詞） - "A Kiss to Build a Dream On" （The Strip） – バート・カルマー（作詞・作曲）、ハリー・ルビー（作詞・作曲）、オスカー・ハマースタイン2世（作詞・作曲） - "Never" （『ゴールデンガール』） – ライオネル・ニューマン（作曲）、エリオット・ダニエル（作詞） - "Too Late Now" （『恋愛準決勝戦』） – バートン・レイン（作曲）、アラン・ジェイ・ラーナー（作詞） - "Wonder Why" （Rich, Young and Pretty） – ニコラス・ブロズスキー（作曲）、サミー・カーン（作詞） | - 『歌劇王カルーソ』 – メトロ・ゴールドウィン・メイヤー・サウンド部 - Two Tickets to Broadway – RKOラジオ・スタジオ・サウンド部 - 『我が心の呼ぶ声』 – サミュエル・ゴールドウィン・スタジオ・サウンド部 - Bright Victory – ユニバーサル＝インターナショナル・スタジオ・サウンド部 - 『欲望という名の電車』 – ワーナー・ブラザース・サウンド部 |
| 美術監督賞（白黒） | 美術監督賞（カラー） |
| - 『欲望という名の電車』 – 美術: リチャード・デイ、装置: ジョージ・ジェームズ・ホプキンス - 『輪舞』 – 美術・装置: ドーボンヌ - Too Young to Kiss – 美術: セドリック・ギボンズ、ポール・グロッシー、装置: エドウィン・B・ウィリス、ジャック・D・ムーア - House on Telegraph Hill – 美術: ライル・ウィーラー、ジョン・デ・キュア、装置: トーマス・リトル、ポール・S・フォックス - Fourteen Hours – 美術: ライル・ウィーラー、リーランド・フラー、装置: トーマス・リトル、フレッド・J・ロード                                                                     | - 『巴里のアメリカ人』 – 美術: セドリック・ギボンズ、ピーターソン・アーン、装置: エドウィン・B・ウィリス、キーオー・グリーソン - 『ホフマン物語』 – 美術・装置: ハイン・ヘックロス - 『クォ・ヴァディス』 – 美術: ウィリアム・A・ホーニング、セドリック・ギボンズ、エドワード・C・カーファグノ、装置: ヒュー・ハント - 『愛欲の十字路』 – 美術: ライル・ウィーラー、ジョージ・W・デイヴィス、装置: トーマス・リトル、ポール・S・フォックス - 『南仏夜話・夫は僞者』 – 美術: ライル・ウィーラー、リーランド・フラー、ミュージカル場面装置: ジョセフ・C・ライト、装置: トーマス・リトル、ウォルター・M・スコット |
| 撮影賞（白黒） | 撮影賞（カラー） |
| - 『陽のあたる場所』 – ウィリアム・C・メラー - 『フロッグメン』 – ノーバート・ブロダイン - 『見知らぬ乗客』 – ロバート・バークス - 『セールスマンの死』 – フランク・プラナー - 『欲望という名の電車』 – ハリー・ストラドリング | - 『巴里のアメリカ人』 – アルフレッド・ジルクス、ジョン・アルトン - 『ショウ・ボート』 – チャールズ・ロッシャー - 『地球最後の日』 – ジョン・サイツ、W・ハワード・グリーン - 『愛欲の十字路』 – レオン・シャムロイ - 『クォ・ヴァディス』 – ロバート・サーティース、ウィリアム・V・スコール |
| 衣裳デザイン賞（白黒） | 衣裳デザイン賞（カラー） |
| - 『陽のあたる場所』 – イーディス・ヘッド - 『欲望という名の電車』 – ルシンダ・バラード - The Model and the Marriage Broker – チャールズ・ルメール、レニー - Kind Lady – ウォルター・プランケット、ジャイル・スティール - The Mudlark – エドワード・スティーヴンソン、マーガレット・ファース | - 『巴里のアメリカ人』 – オリー・ケリー、ウォルター・プランケット、アイリーン・シャラフ - 『ホフマン物語』 – ヘイン・ヘックロス - 『愛欲の十字路』 – チャールズ・ルメール、エドワード・スティーヴンソン - 『クォ・ヴァディス』 – ハーシェル・マッコイ - 『歌劇王カルーソ』 – ヘレン・ローズ、ジャイル・スティール |
| 編集賞 | 特殊効果賞 |
| - 『陽のあたる場所』 - ウィリアム・ホーンベック - 『巴里のアメリカ人』 - アドリアン・フェイザン - 『暁前の決断』 - ドロシー・スペンサー、ジョニー・グリーン - 『クォ・ヴァディス』 - ラルフ・E・ウィンタース - 『井戸』 - チェスター・シェーファー | - 『地球最後の日』 |

### アカデミー名誉賞
- ジーン・ケリー

### 外国語映画賞
- 『羅生門』（ 日本）

### アービング・G・タルバーグ賞
- アーサー・フリード

### 統計
複数候補
- 12候補: 『欲望という名の電車』
- 9候補: 『陽のあたる場所』
- 8候補: 『巴里のアメリカ人』、『クォ・ヴァディス』
- 5候補: 『愛欲の十字路』、『セールスマンの死』
- 4候補: 『アフリカの女王』、『探偵物語』
- 3候補: 『歌劇王カルーソ』
- 2候補: 『青いヴェール』、Bright Victory、『暁前の決断』、『フロッグメン』、『花婿来たる』、『輪舞』、『南仏夜話・夫は僞者』、『ショウ・ボート』、『ホフマン物語』、『井戸』

複数受賞
- 6受賞: 『巴里のアメリカ人』、『陽のあたる場所』
- 4受賞: 『欲望という名の電車』